# Плаваючий дракон
«Плаваючий дракон» (англ. Floating Dragon) — роман жахів американського письменника Пітера Страуба, спочатку опублікований Underwood-Miller у листопаді 1982 року та G.P. Putnam's Sons у лютому 1983 року.

## Життєпис
Події роману розгортаються навесні та влітку 1980 року в заможному передмісті Гемпстед, штат Коннектикут. Перелюбна домогосподарка на ім'я Стоуні Фрідгуд підбирає чоловіка в барі, але її патрон жорстоко вбиває. У той же час її чоловік Лео, який співпрацює з Міністерством оборони, бере участь у приховуванні DRG-16, нервово-паралітичного газу, який вислизає від зон стримування та потрапляє в місто Гемпстед. Лео працює над тим, щоб громадськість не дізналася про витік газу, який уже вбив трьох чоловіків у лабораторії. Коли він повертається додому, газ над Гемпстедом спричиняє смерть і галюцинації.
Тим часом повернулися нащадки засновників Гемпстеда: Річард Олбі, колишній дитячий актор, який став архітектором, з дружиною та дитиною в дорозі повертається з Лондона, і його мучать мрії та бачення його колишнього колеги по сцені Біллі Бентлі, який помер; Грехем Вільямс, старий історик, який убив серійного вбивцю у своєму минулому та виявив цикл зла в місті, яке прибуває кожні тридцять років в ім’я монстра на ім’я Дракон; Петсі Макклауд, жорстока дружина Леса Макклауда, яка має екстрасенсорні здібності; і Теббі Смітфілд, маленька дитина з батьком-алкоголіком, яка має такі ж здібності, як й Петсі. Четверо об'єднуються і дізнаються від Грема, що давнє зло вже зараз отруїло місто і сіє хаос.
Декілька місцевих жителів відчувають страхітливі видіння, які, на їхню думку, були викликані DRG, але насправді їх створив Дракон. Дракон, спочатку бізнесмен Гідеон Вінтер, багато століть тому викупив у міста землю й вбивав жінок та дітей, згодом виявлений і вбитий засновниками, що призвело до його вендети проти міста та його жителів. Дракон одержував людей кожного циклу, щоб здійснювати звірства, наприклад Бейтса Крелла. Вільямс зіткнувся з Бейтсом Креллом багато років тому і вбив його, оскільки виявив злодіяння останнього. Потім Вільямс присвятив себе розкриттю історії, яку він поділяє з трьома іншими.
Таббі неохоче супроводжує трьох підлітків-грабіжників у їхній поїздці до дому лікаря Рена Ван Горна, де на них нападають і вбивають; декілька дітей тонуть на міському пляжі; поліцейські вбивають один одного під час щорічної зустрічі в кінотеатрі; група пожежників гине під час самозаймання, намагаючись зупинити горіння декількох будинків; Лео втікає з міста, але гине на вулицях Нью-Йорка; а місцевий репортер Сара Спрай та її друг Улік Бірн намагаються розкрити таємницю Хемпстеда.
Ще більше злих і жахливих галюцинацій, викликаних Драконом, руйнують місто та виганяють його жителів. Четверо не чужі, оскільки вони на власні очі спостерігають, як місто руйнується. У міру розвитку подій роману Дракон стає все більш ворожим, намагаючись розколоти групу та демотивувати їх: Лес Макклауд, чоловік Петсі, гине під час поїздки внаслідок того, як собака вбиває себе, коли врізається в його машину; Річард повертається додому з роботи і бачить, як його вагітну дружину вбивають; Будинок Теббі загорівся, і його батько вбиває свою мачуху, і вони згорають у полум'ї; Грем відвідує Кендалл-Пойнт, місце жаху в місті, і ледь не впав насмерть.
Уряд виявляє промах і невдале прикриття DRG, коли репортери та новинні станції дізнаються про події, що відбуваються в Гемпстеді. Після розслідування Сара та Улік прибувають до будинку колишнього вбивці Бейтса Крелла, і на них нападає Рен Ван Горн, який став новим господарем Дракона та вбив декількох місцевих жителів, включаючи Стоні Фрідгуда. Теббі прибуває до садиби Ван Горна з Петсі, намагаючись самотужки зупинити Дракона, як раніше намагався Ґрем. Вони зустрічають одного з уцілілих злодіїв, Брюса Нормана, який допомагає їм проникнути. Вони легко стріляють і вбивають Ван Горна, але небесна форма Дракона викрадає Теббі й спалює будинок. У той же час Грем і Річард, з'ясовуючи, що задумав Теббі, зазнають нападу непорушного собаки в будинку Вільямса, але їм вдається втекти з дробовиком Грема.
Обоє разом із Петсі прямують до дому Крелла, де їх охоплюють яскраві галюцинації, зокрема як мертві істоти, що виходять із підвалу, і кров у підвалі. Вони потрапляють у тунель і декілька печер, де кожна особа проходить випробування Драконом: Петсі бачить жертви Дракона в кімнаті, в них Сару, Уліка та її чоловіка Леса; Річард повертається на знімальний майданчик шоу, в якому він грав, і на нього нападає Біллі Бентлі, але він вчиться миритися зі своєю смертю; Грем соромиться своєї невірності своїм дружинам і звинувачень у тому, що він комуніст. Вони прибувають під Кендалл-Пойнт і рятують Теббі. З’являється Дракон у формі реального дракона і викликає землетрус.
Четверо потрапляють у велику печеру, створену Драконом. Своїми силами Петсі об’єднує групу та дає їм силу та відвагу протистояти Дракону. Співаючи «When the Red, Red, Robin Comes Bob, Bob, Bobbin’ Along», Річард використовує дробовик, який перетворюється на меч, щоб ударити Дракона та вбити його, здавалося б, завершуючи цикл. Четверо втікають із Кендалл-Пойнта, перш ніж його спіткає землетрус та падіння в океан разом із особняком Ван Горна та декількома будівлями. Четвірка повертається до будинку Грема, де повністю розкривається, що роман був написаний Гремом за пропозицією Річарда.
Роман закінчується тим, що Петсі переїжджає з новим хлопцем до Нью-Йорка, а потім кудись на південь, Річард отримує нову дружину та доньку, усиновляє Теббі, яка йде до коледжу, а Ґрем видає «Летючий дракон», і Петсі обіцяє йому зустрітися знову незабаром.

## Головні герої
- Річард Олбі: архітектор і колишній дитина-актор, йому за тридцять, нащадок однієї з чотирьох оригінальних родин, які оселилися в Гемпстеді (тоді називався Грінбанк) у 1645 році. У дитинстві Річард зіграв наймолодшу дитину в сімейному ситкомі «Залиште це Біверу» під назвою «Тато тут», який транслювався в 1950-х роках. Ставши дорослим, Річард мучиться спогадами про свого колишнього партнера по серіалу, Біллі Бентлі, який зіграв старшого брата його героя в серіалі, а згодом був застрелений у сварці через наркотики після того, як він потрапив у життя, повне дрібних злочинів і наркоманії.
- Ґрем Вільямс: прозаїк і сценарист, чия кар’єра була зруйнована, коли його назвали прихильником комуністів за відмову свідчити перед Комітетом Палати представників з питань неамериканської діяльності. Народжений і виріс у Гемпстеді, Вільямс уперше зіткнувся зі зловісними силами, що мучать місто, будучи молодим хлопцем, коли виявив особу серійного вбивці Бейтса Крелла, відповідального за смерть декількох місцевих жінок, а згодом убив чоловіка під час жорстокого протистояння. Пізніше Вільямс (який, як і Річард, також є нащадком однієї з перших сімей-засновників) став одержимий дослідженням історії міста, зрештою виявивши «цикл» смерті та хаосу, який, здається, відвідує територію раз на покоління (або приблизно раз на тридцять з гаком років).
- Петсі Макклауд. Також нащадок однієї з сімей-засновників, Петсі (як і її бабуся до неї) володіє різноманітними психічними здібностями, включаючи телепатію, передчуття, постпізнання та, зокрема, здатність знати, коли люди, з якими вона стикається, є близько смерті. Провів більшу частину свого життя, намагаючись придушити свої здібності, вона вчиться приймати їх після зустрічі з Гремом, Річардом і Теббі Смітфілдом, молодим хлопцем із подібними здібностями.
- Теббі Смітфілд: останній нащадок родини-засновника міста, Теббі — 13-річний хлопчик із різними психічними здібностями, подібними до тих, якими володіє Петсі Макклауд; після виявлення спільних здібностей Петсі та Теббі створюють тісний зв’язок. Хоча Теббі народився в багатстві та привілеях, більшість свого життя переїжджав з міста в місто разом зі своїм батьком Кларком Смітфілдом, чий алкоголізм і нездатність утримувати постійну роботу залишили Теббі без особливої стабільності в його житті. Мати Теббі загинула в автокатастрофі, коли йому виповнилося шість років.
- Гідеон Вінтер (також відомий як Дракон): п’ятий поселенець, який прибув у Грінбанк незабаром після перших чотирьох сімей і швидко скупив більшу частину землі в місті. Вінтер (якого місцеві фермери прозвали «Драконом», мабуть, через безжальний бізнес) таємничим чином зник після серії вбивств дітей у цьому районі; Ґрем Вільямс вважає, що його вбили члени чотирьох сімей, що призвело до його багатовікової вендети громадянам Гемпстеда, особливо нащадкам батьків-засновників міста. Згідно з Гремом, дух Вінтера повертається в цю територію приблизно раз на тридцять років, щоб скоїти серію вбивств; кінець кожного циклу зазвичай відзначається великомасштабною катастрофою (землетрус в одному випадку, пожежа, яка знищує половину міста в іншому). У романі незрозуміло, чи дух Зими відповідальний за всі, очевидно, надприродні події в місті, чи якесь інше, давніше зло могло вражати цю територію ще до появи тут людини. У романі чітко мається на увазі, хоча ніколи прямо не зазначено, що кожен із чотирьох героїв походить від Вінтера через позашлюбних дітей, яких народили дружини засновників міста, і що це може бути джерелом психічних здібностей Петсі та Теббі.